# 주고쿠·시코쿠 지방
주고쿠·시코쿠 지방(일본어: 中国・四国地方 주고쿠・시코쿠치호[*], 문화어: 쥬고꾸·시꼬꾸지방)는 주고쿠 지방과 시코쿠 지방을 합친말이다. 그래서 주고쿠 지방의 5개의 현과 시코쿠의 4개의 현을 묶어 9개의 현 지역을 하나로 묶어놓는 지방이기도 하다.

## 개요
일찍이 제3차 전국 종합 개발 계획에서 지방 구분으로 일시적으로 사용된 적이 있지만, 역사적으로 기내와의 관계가 강한 시코쿠 지방이나 시코쿠 지방과의 교류가 적은 산인 지방의 반발도 있어 다음 제4차 전국 종합 개발 계획부터는 다시 별개의 구역으로 취급하게 되었다. 현재는, 교통 체계의 정비나 세토 내해의 환경보전 등, 양지방의 공통의 과제에 대해 협의회가 설치되어 있는 것 외에 일부 부처의 출장 기관이나 기업의 지점 설치에서 볼 수 있는 구분이다.
주고쿠·시코쿠 지방에서 가장 인구가 많은 도시는 히로시마시로 인구는 110만을 넘어 정부의 주고쿠 지방 관할의 출장 기관이 모인다. 그러나 인구 70만을 넘는 오카야마시도 산인지방과 시코쿠지방을 잇는 교통의 결절점이므로 접근성에서 우위성은 있다. 시코쿠 지방에서는 마츠야마시가 시코쿠에서의 인구 최대 도시이지만, 다카마쓰시가 지점 경제 도시의 역할을 하고 있어 도시권 인구로는 시코쿠 최대이다.
덧붙여 카가와현과 오카야마현, 에히메현과 히로시마현은 각각 육상에 현 경계를 가지고 있다.

### 정령 지정 도시
- 히로시마시(119.5만명 히로시마현 히로시마도시권 현청소재지)
- 오카야마시(72.3만명 오카야마현 오카야마도시권 현청소재지)

### 중핵시
- 마쓰야마시(51만명, 에히메현, 마쓰야마도시권, 현청소재지)
- 구라시키시(47.4만명·오카야마현·오카야마 도시권)
- 후쿠야마시 (45.8만명 히로시마현 후쿠야마도시권)
- 다카마쓰시(41.6만명·가가와현·다카마쓰 도시권·현청소재지)
- 고치시(32.4만명, 고치현, 고치도시권, 현청소재지)
- 시모노세키시(25.3만명, 야마구치현, 시모노세키도시권, 간몬도시권)
- 구레시(21만명 히로시마현 히로시마도시권)
- 마쓰에시(20.3만 명시마네 현 마쓰에 도시권 현청 소재지)
- 돗토리시(18.8만명·돗토리현·돗토리도시권·현청소재지)

## 일반시
- 도쿠시마시(25.1만명·도쿠시마현·도쿠시마도시권·현청소재지)
- 야마구치시(19.3만명, 야마구치현, 야마구치도시권, 현청소재지)
- 히가시히로시마시(19.7만명 히로시마현 히로시마도시권)
- 이즈모시(17.3만명 시마네현 이즈모도시권)
- 우베시(16.2만명·야마구치현·우베도시권)
- 이마바리시(15만명, 에히메현, 이마바리도시권)
- 요나고시(14.7만명·돗토리현·요나고도시권)
- 슈난시(13.6만명, 야마구치현, 도쿠야마도시권)
- 오노미치시(12.9만명 히로시마현 후쿠야마도시권)
- 이와쿠니시(12.8만명·야마구치현·이와쿠니도시권)
- 니이하마시 (11.5만명, 에히메현, 니이하마도시권)
- 호후시(11.4만명·야마구치현·야마구치도시권)
- 하쓰카이치시(11.5만명 히로시마현 히로시마도시권)
- 마루가메시(11만명·가가와현·다카마쓰 도시권)
- 사이조시 (10.4만명, 에히메현, 니이하마 도시권)
- 쓰야마시 (9.9만명 오카야마현 쓰야마도시권)

## 언론

### 방송국
각 현별 기사 참조
원칙, 각 현역 방송이지만, 돗토리현·시마네현(산인지방)과 오카야마현·가가와현(세토나이카이·산요지방)은 2개의 현을 걸친 「준광역방송」으로 되어 있다.

### 신문사
전국지(계열 스포츠지 포함)는 야마구치현(일부는 시마네현의 이시미지방도)이 후쿠오카현에 있는 서부본사(지사 본부) 관할 이외에는 오사카본사의 관할. 또한 이들 지역을 향한 신문의 대부분은 오카야마현이나 가가와현에 있는 자사 인쇄공장에서 현지인쇄를 하고 있으나 니혼게이자이신문, 닛칸스포츠는 오카야마현, 가가와현, 히로시마현, 데일리스포츠는 히로시마현에 있는 각 지역인쇄공장에서 발행되고 있다.또  야마구치현(일부는 시마네현 이시미 지방도)의 신문은 시모노세키시, 사가현이나 후쿠오카현에 있는 공장에서 배송되고 있지만, 히로시마현, 시마네현에 접하는 이와쿠니시, 호후시, 슈난시 등 극히 한정된 지구에서 오사카 본사 발행의 내용이 발매되는 점포도 있다.
지방 신문은 각 현별 기사를 참조하라

## 스포츠

### 야구
프로야구
- 히로시마 도요 카프

시코쿠 아일랜드 리그 플러스
- 토쿠시마 인디고삭스
- 가가와 올리브가이너스
- 에히메 만다린 파이리츠
- 고치 파이팅 독스

### 축구
J리그
- 산프레체 히로시마
- 도쿠시마 보르티스
- 에히메 FC
- 파지아노 오카야마
- 가이나레 돗토리
- 카마타마레 사누키
- 레노파 야마구치 FC
- FC 이마바리